# Indy Racing League 2001
Die Indy Racing League 2001 war die sechste Saison der US-amerikanischen Indy Racing League und die 80. Meisterschaftssaison im US-amerikanischen Formelsport. Sie begann am 18. März 2001 in Phoenix und endete am 6. Oktober 2001 in Fort Worth. Sam Hornish Jr. gewann den Titel.

## Rennergebnisse
| Nr. | Datum        | Veranstaltung (Strecke)                   | Distanz (Meilen) | Sieger            | Team             | Pole-Position   |
| --- | ------------ | ----------------------------------------- | ---------------- | ----------------- | ---------------- | --------------- |
| 1   | 18. März     | Pennzoil Copper World Indy 200 (Phoenix)  | 200              | Sam Hornish Jr.   | Panther Racing   | Greg Ray        |
| 2   | 8. April     | Infiniti Grand Prix of Miami (Homestead)  | 300              | Sam Hornish Jr.   | Panther Racing   | Jeff Ward       |
| 3   | 28. April    | zMax 500 (Atlanta)                        | 308              | Greg Ray          | Team Menard      | Greg Ray        |
| 4   | 27. Mai      | Indianapolis 500-Mile Race (Indianapolis) | 500              | Hélio Castroneves | Penske Racing    | Scott Sharp     |
| 5   | 9. Juni      | Casino Magic 500 (Fort Worth)             | 291              | Scott Sharp       | Kelley Racing    | Mark Dismore    |
| 6   | 17. Juni     | Radisson Indy 200 (Pikes Peak)            | 200              | Buddy Lazier      | Hemelgarn Racing | Greg Ray        |
| 7   | 30. Juni     | SunTrust Indy Challenge (Richmond)        | 187,5            | Buddy Lazier      | Hemelgarn Racing | Jaques Lazier   |
| 8   | 8. Juli      | Ameristar Casino Indy 200 (Kansas City)   | 304              | Eddie Cheever     | Team Cheever     | Scott Sharp     |
| 9   | 21. Juli     | Harrah’s 200 (Nashville)                  | 260              | Buddy Lazier      | Hemelgarn Racing | Greg Ray        |
| 10  | 12. August   | Belterra Resort Indy 300 (Kentucky)       | 300              | Buddy Lazier      | Hemelgarn Racing | Scott Sharp     |
| 11  | 26. August   | Gateway Indy 250 (Madison)                | 250              | Al Unser Jr.      | Galles Racing    | Sam Hornish Jr. |
| 12  | 2. September | Delphi Indy 300 (Joliet)                  | 304              | Jaques Lazier     | Team Menard      | Jaques Lazier   |
| 13  | 6. Oktober   | Chevy 500 (Fort Worth)                    | 291              | Sam Hornish Jr.   | Panther Racing   | Sam Hornish Jr. |

## Endstand

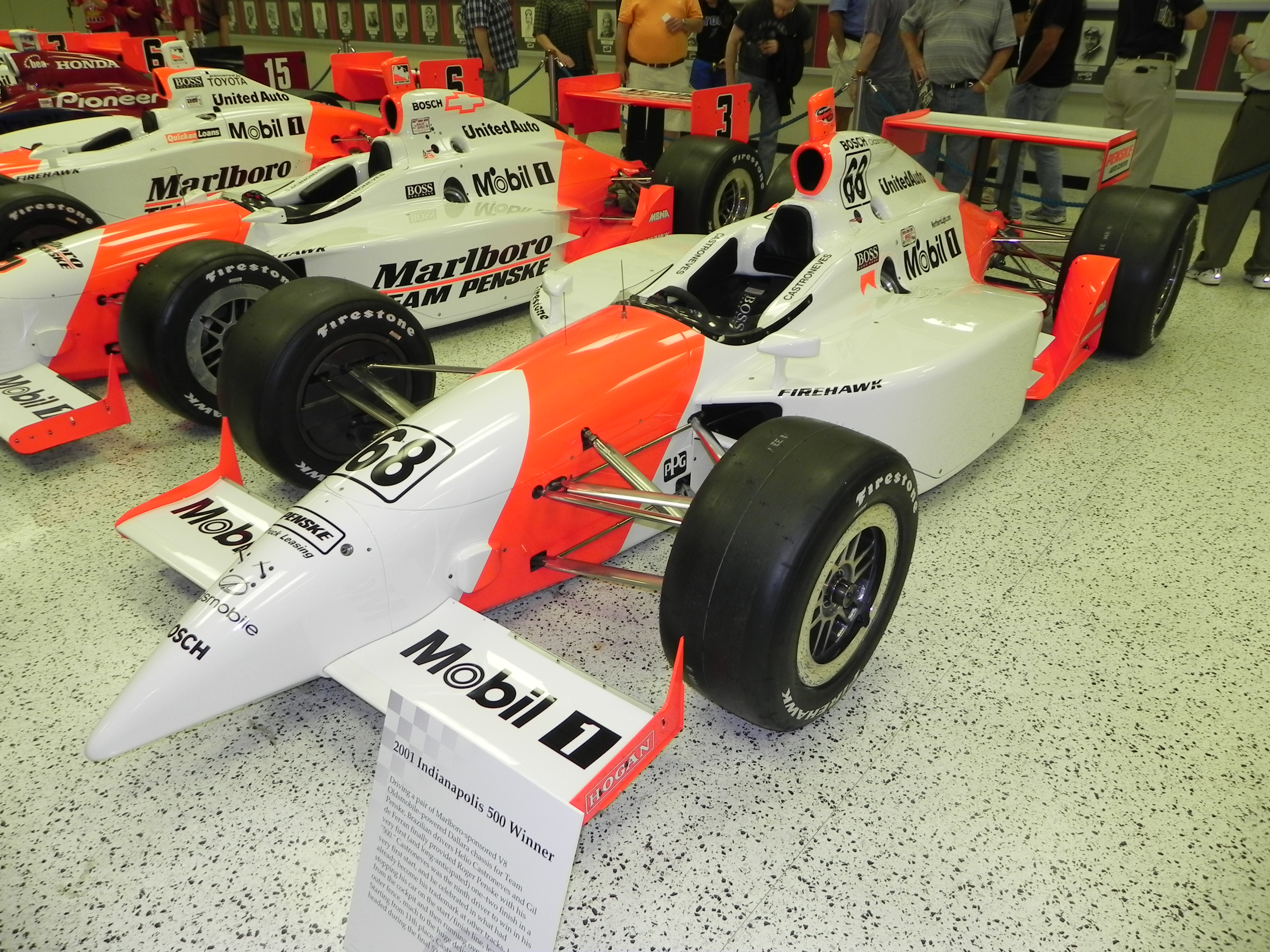
Der Indy-500-Siegerwagen von Castroneves. Er gewann das Rennen bei seinem ersten Start.

### Fahrer
| Pl. | Fahrer           | Punkte |
| --- | ---------------- | ------ |
| 1.  | Sam Hornish Jr.  | 503    |
| 2.  | Buddy Lazier     | 398    |
| 3.  | Scott Sharp      | 355    |
| 4.  | Billy Boat       | 313    |
| 5.  | Eliseo Salazar   | 308    |
| 6.  | Felipe Giaffone  | 304    |
| 7.  | Al Unser Jr.     | 287    |
| 8.  | Eddie Cheever    | 261    |
| 9.  | Buzz Calkins     | 242    |
| 10. | Airton Daré      | 239    |
| 11. | Jeff Ward        | 238    |
| 12. | Robbie Buhl      | 237    |
| 13. | Shigeaki Hattori | 215    |
| 14. | Mark Dismore     | 205    |
| 15. | Donnie Beechler  | 204    |
| 16. | Robby McGehee    | 196    |

| Pl. | Fahrer            | Punkte |
| --- | ----------------- | ------ |
| 17. | Jaques Lazier     | 195    |
| 18. | Greg Ray          | 193    |
| 19. | Sarah Fisher      | 188    |
|     | Didier André      | 188    |
| 21. | Billy Roe         | 101    |
| 22. | Jeret Schroeder   | 77     |
| 23. | Jon Herb          | 70     |
| 24. | Hélio Castroneves | 64     |
| 25. | Rick Treadway     | 59     |
| 26. | Davey Hamilton    | 54     |
| 27. | Richie Hearn      | 50     |
| 28. | Gil de Ferran     | 46     |
| 29. | Laurent Rédon     | 45     |
| 30. | Brandon Erwin     | 40     |
| 31. | Casey Mears       | 36     |
|     | Stan Wattles      | 36     |

| Pl. | Fahrer                | Punkte |
| --- | --------------------- | ------ |
|     | Chris Menninga        | 36     |
| 34. | Michael Andretti      | 35     |
| 35. | Stéphan Grégoire      | 34     |
| 36. | Jimmy Vasser          | 32     |
| 37. | Bruno Junqueira       | 30     |
| 38. | Anthony Lazzaro       | 29     |
| 39. | Tony Stewart          | 28     |
| 40. | Cory Witherill        | 19     |
| 41. | Arie Luyendyk         | 17     |
| 42. | Tyce Carlson          | 15     |
| 43. | John Hollansworth Jr. | 12     |
| 44. | Robby Gordon          | 9      |
|     | Alex Barron           | 9      |
| 46. | Jack Miller           | 5      |
| 47. | Scott Goodyear        | 1      |
|     | Nicolas Minassian     | 1      |